# Abbaye de Baltinglass
L’abbaye de Baltinglass (en irlandais : Mainistir Bhealach Conglais) était une abbaye cistercienne irlandaise située au nord de Baltinglass le long du Slaney.
Fondée en 1148 par Diarmait Mac Murchada, roi de Leinster, construite et habitée par des moines venus de Mellifont, elle est impliquée au début du XIIIe siècle dans le différend entre le monachisme irlandais traditionnel et les pratiques cisterciennes considérées comme importées d'Angleterre, crise qui culmine en 1227-1228 avec la conspiration de Mellifont. Baltinglass est alors détachée de la filiation de Mellifont et prise en charge par l'abbaye de Furness.
Riche et assez prospère, elle fonde quatre abbayes-filles ; malgré ses revenus importants, elle est fermée dès 1536. Malgré la fermeture, l'abbatiale conserve un rôle liturgique en tant qu'église paroissiale. Le reste des bâtiments est peu à peu détruit.
Au XIXe siècle, la construction d'une nouvelle église paroissiale condamne l'abbatiale à la ruine ; ce n'est qu'une cinquantaine d'années plus tard que la valeur patrimoniale de l'abbaye est prise en compte, et notamment sa richesse architecturale et ornementale.

## Localisation et toponymie

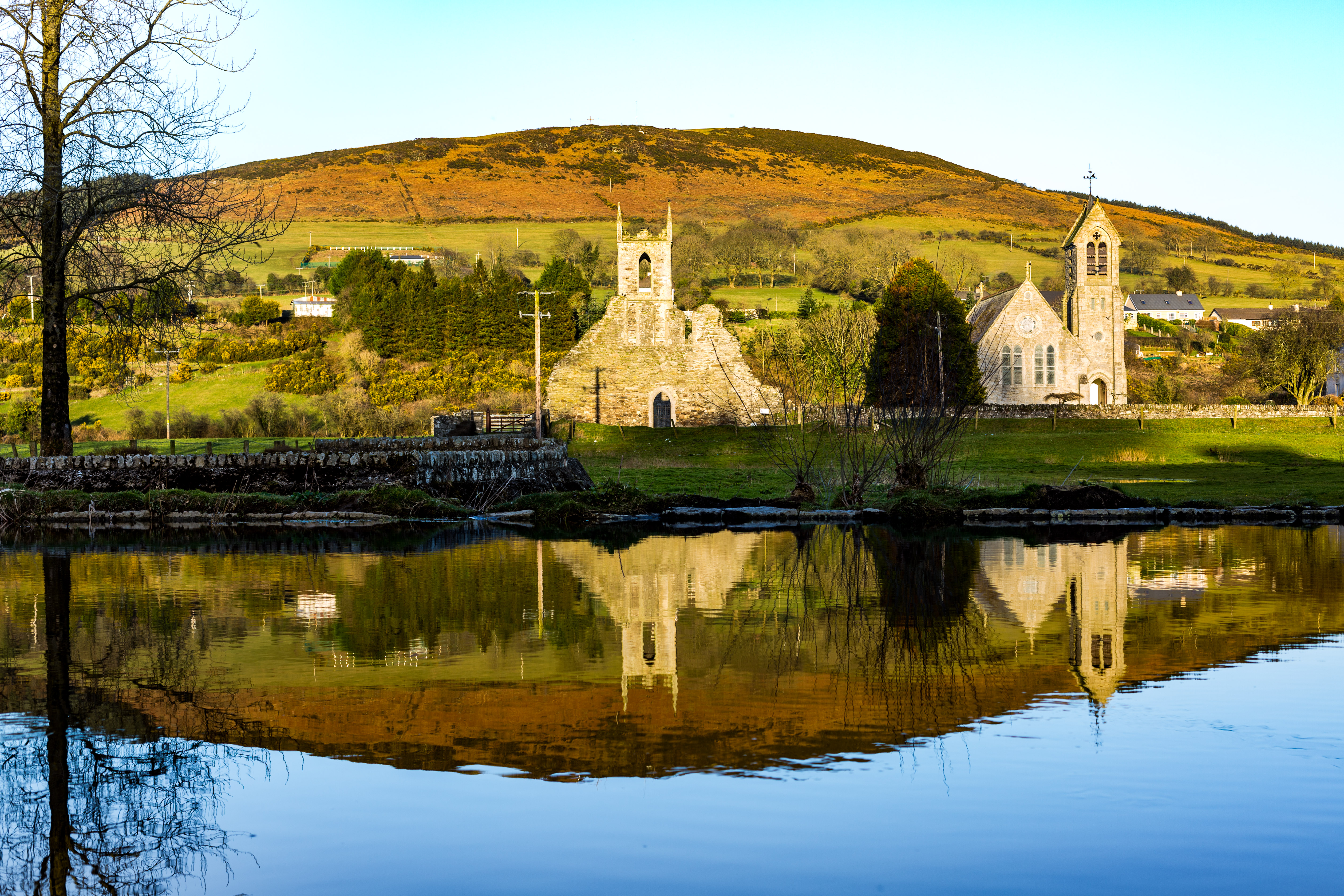
Vue générale de l'abbaye depuis l'ouest, avec le Slaney au premier plan et la en au fond.

L'abbaye de Baltinglass est située juste au nord de la petite ville du même nom, sur la rive orientale du Slaney, au pied de la colline de Baltinglass.
Le nom anglais de l'abbaye est une déformation du nom gaélique, Mainistir Bhealach Conglais, signifiant « route de Cúglas », d'après le nom d'un héros mythologiique irlandais qui aurait été tué à proximité par des sangliers magiques. Mais l'abbaye prend, lors de sa fondation, le nom latin de Valle Salutis, soit « vallée du Salut »,.

## Histoire

### Fondation
Le fondateur de l'abbaye de Baltinglass est Diarmait Mac Murchada, roi de Leinster, qui fait venir sur le site des moines de Mellifont. La fondation ne répond pas qu'à une volonté pieuse, mais s'inscrit dans un programme politique d'affirmation du pouvoir royal sur cette partie du Leinster.
La construction de l'édifice dure environ de 1148 à 1170 ; les travaux de l'abbatiale commencent par la partie orientale (chœur et chevet) pour se continuer en 1160 par le transept et la nef.

### Tensions anglo-irlandaises
Dès 1185, l'abbé Albin O'Mulloy (Ailbe Ua Máel Muaid) s'insurge publiquement contre les pratiques du clergé d'origine anglaise ou galloise ; par la suite, O'Mulloy devient évêque de Ferns. L'invasion normande de l'Irlande accroît les tensions larvées, Baltinglass s'érigeant en rempart du christianisme irlandais face aux velléités de normalisation anglo-normandes.
La crise culmine avec la conspiration de Mellifont, de 1216 à 1228. Baltinglass, en tant qu'abbaye-fille de Mellifont, est très impliquée. Son abbé Malachie est déposé en 1227 par le chapitre général cistercien ; décrit par l'historiographie cistercienne anglaise comme « un renard pervers et fourbe », il s'en va plaider sa cause, d'abord à Cîteaux, puis à Rome. Étienne de Lexington détache Baltinglass de la filiation de Mellifont pour la rattacher à Furness, en Angleterre. Le nouvel abbé est chassé, molesté et dépouillé de ses attributs abbatiaux ; une intervention armée est nécessaire pour rétablir l'ordre. Le cellérier jugé principal coupable est envoyé en expiation durant une année à Fountains,. À cette date, l'abbaye compte trente-six moines de chœur et cinquante convers.

### Dissolution
L'abbaye de Baltinglass reste une des plus riches d'Irlande au début du XVIe siècle, avec un revenu de 76 livres, ce qui correspondait à 126 livres en temps de paix. Malgré cette richesse, le monastère est un des cinq établissements irlandais fermés dès 1536-1537.
Après la Dissolution, les bâtiments son acquis par James Eustace (en), qui s'installe dans la maison-tour et transforme le presbytère en église protestante. La rébellion de James Eustace entraîne en rétorsion des destructions supplémentaires. En 1587, une nouvelle maison est érigée sur le site.
En 1882, une nouvelle église est bâtie à proximité de l'abbatiale, en utilisant notamment les matériaux de la maison de 1587 ; c'est à cette date que l'abbatiale tombe en ruines.
Des fouilles sont menées en 1931 et mettent au jour une porte reliant la nef au cloître, des fragments du cloître originel (aujourd'hui reconstruit) et une tour ancienne placée au-dessus du transept.

## Architecture
L'abbaye de Baltinglass est protégée en tant que monument national sous le numéro 230.

### Abbatiale
L'église est un des exemples les mieux conservés de l'architecture romane monastique irlandaise, comptant en particulier un riche éventail de sculptures. Elle témoigne d'une synthèse entre les traditions ornementales cistercienne et irlandaise. Celles-ci représentent des motifs végétaux, mais aussi des animaux, notamment un lion, et des figures humaines. Les voûtes de la nef était soutenue par des piliers à base alternativement cylindrique et carré, dont les motifs très particuliers sont l’œuvre d'un artiste anonyme nommé « maître de Baltinglass », qui a également travaillé sur l'abbaye de Jerpoint,,.

Éléments architecturaux de l'abbaye de Baltinglass
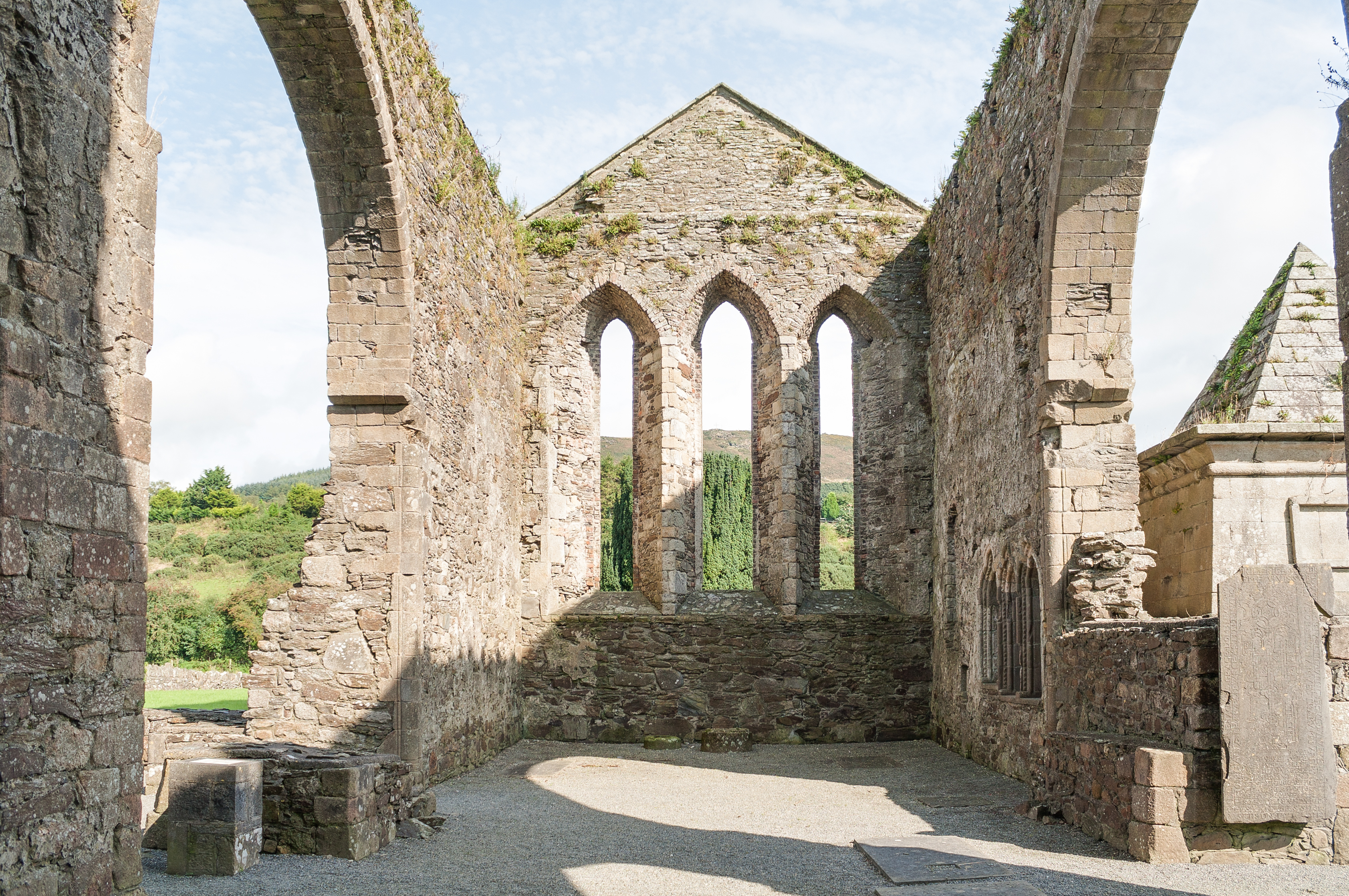
Le chœur et le chevet de l'église abbatiale.
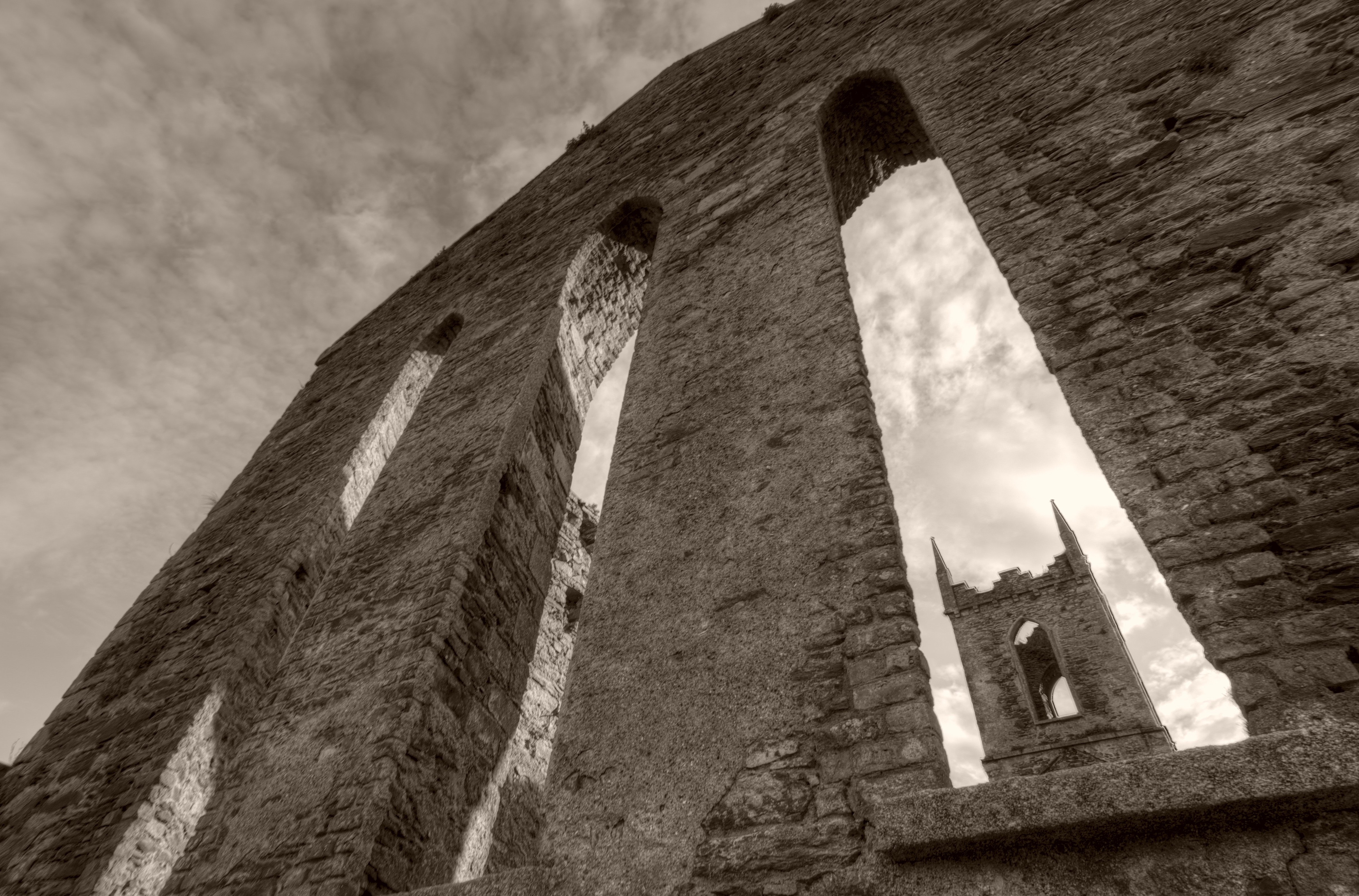
Le clocher vu à travers les ouvertures du chevet.
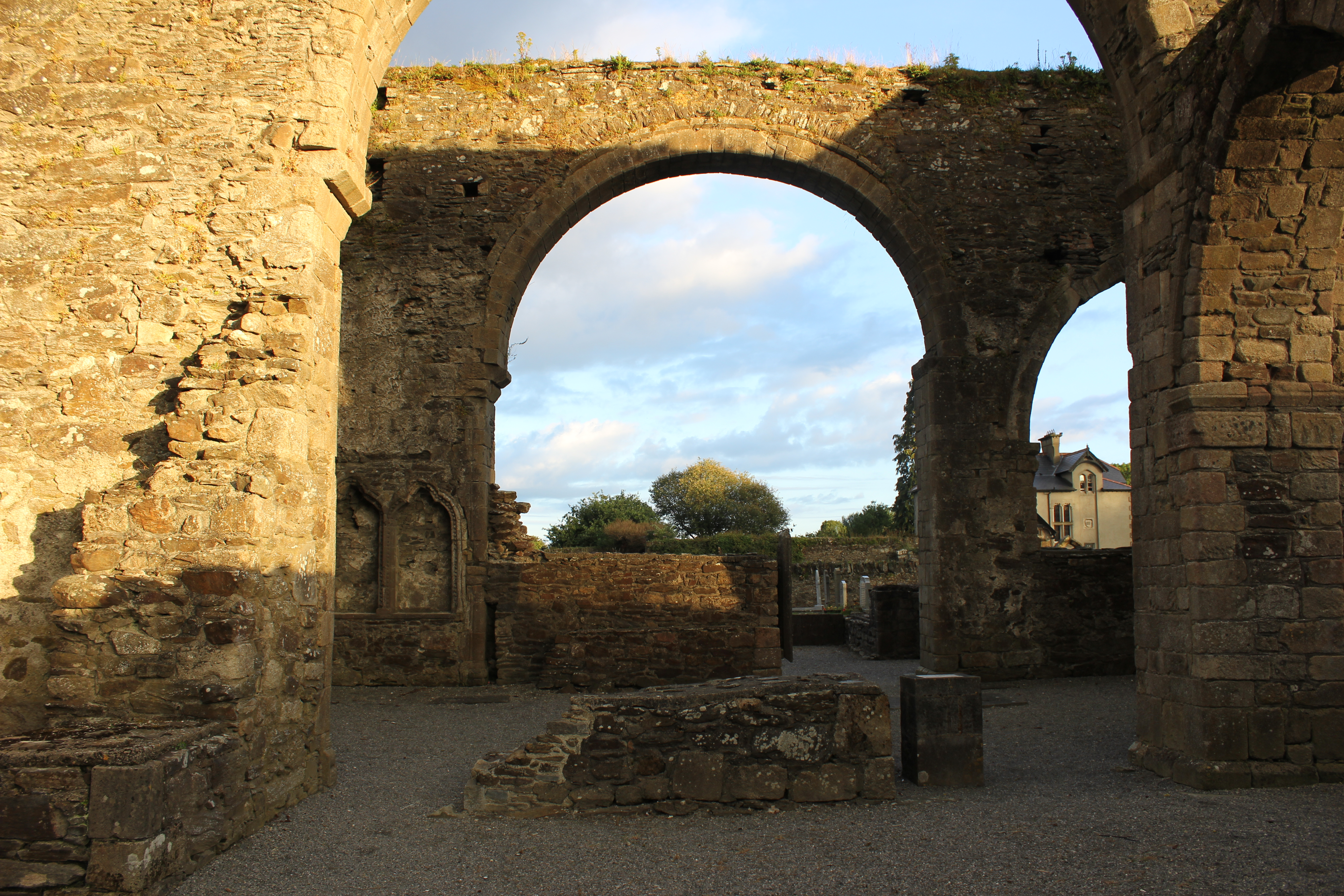
Les arches romanes ouvrant sur le transept, depuis la branche sud.
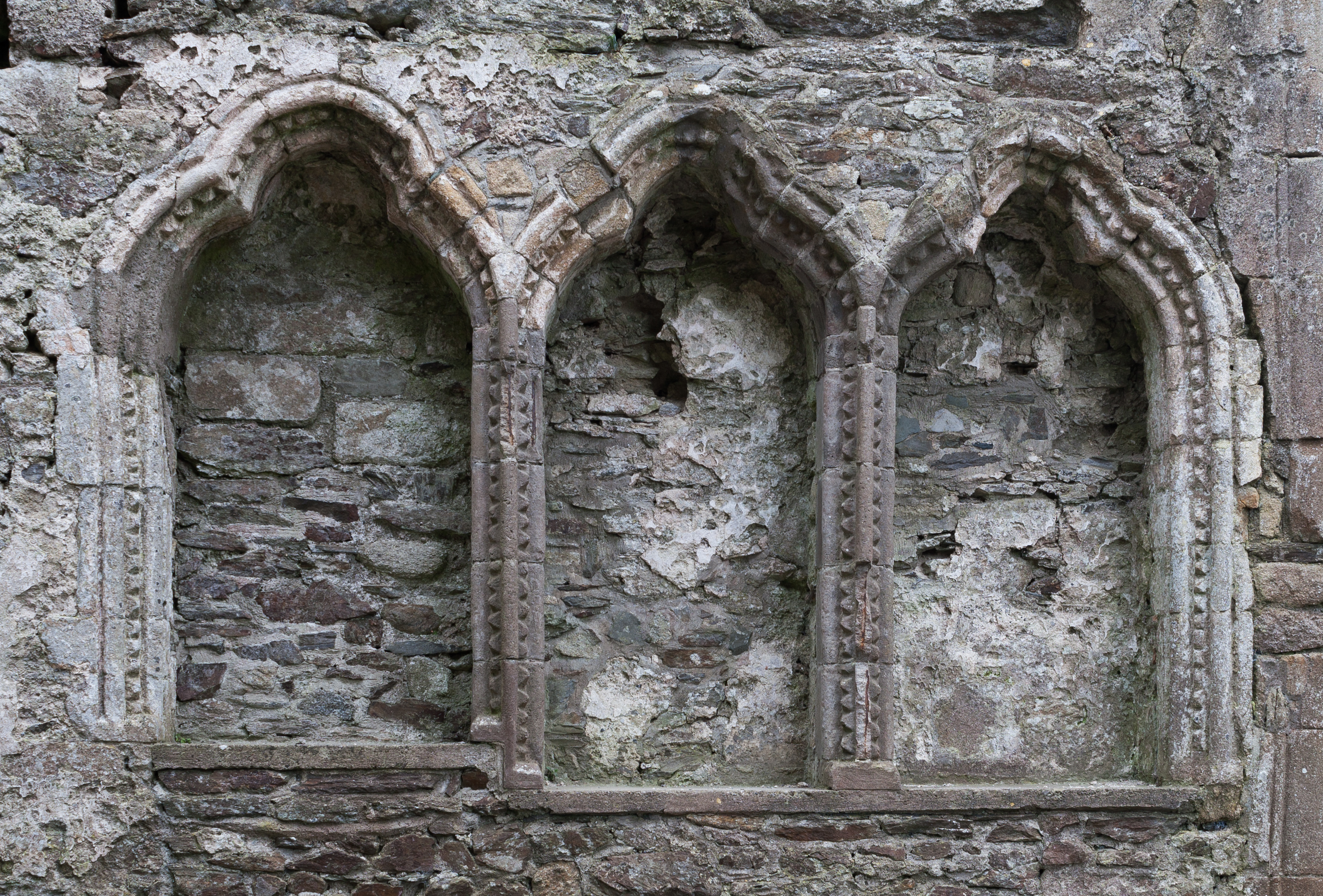
Trois Sedilia décorées de motifs sculptés.

L'abbatiale mesurait cinquante-six mètres de longueur. La tour de l'ancienne abbatiale n'est pas d'origine et a été rajoutée au XIXe siècle,.

### Cloître
Le cloître a été pour partie rebâti aux XIIIe et XVe siècles.